# Тереза Гринбаум
Тереза Гринбаум (Беч, 24. август 1791 — 30. јануар 1876) била је аустријски сопран и оперска певачица.

## Биографија
Рођена је 24. августа 1791. у Бечу, као ћерка аустријског диригента и композитора Венцела Милера (1767—1835) и његове друге супруге Магдалене. Тереза је са оцем учила музику и још као дете дебитовала је на сцени у улози Лили у Das Donauweibchen Фердинанда Кауера.
Године 1807. Гринбаум је заузела позицију певача у позоришту у Прагу, а 1815. године Карл Марија фон Вебер саставља посебну сцену и арију за своју изведбу Héléna. Године 1816. преселила се у Беч, а 1819. у позоришту Карнтнертор певала је у бечкој дебитантској представи Otello Ђоакинија Росинија. Од 1818. до 1828. певала је у Дворској опери у Бечу. Године 1823. створила је улогу Еглантине у Euryanthe. Такође је играла у Минхену (1827) и у Берлину (1828—1830).
Након повлачења из концертне каријере из здравствених разлога, Гринбаум је отворила музичку школу у Берлину. Године 1813. удала се за тенора са којим је имала две ћерке и два сина, сви су постали певачи. Преминула је 30. јануара 1876. у Берлину.